# Sinagoga de Zarzis
La sinagoga de Zarzis (àrab: كنيس جرجيس, Kanīs Jarjīs) és una sinagoga de la ciutat costanera de Zarzis, a la República de Tunísia. Fou construïda pels voltants de l'any 1900, quan la comunitat jueva de la vila de Zarzis va arribar a tenir aproximadament fins a un miler d'integrants. El temple fou destruït en un incendi intencional provocat el 1982 per nacionalistes àrabs tunisians, després de la matança de Sabra i Xatila que va patir el poble palestí, en els camps de refugiats, perpetrada per grups de milicians cristians que donaven suport a l'estat d'Israel, durant la Guerra del Líban del 1982. Aquest incendi va deixar la sinagoga i els rotlles de la Torà totalment destruïts. Posteriorment, la sinagoga va ser reconstruïda, i és utilitzada actualment pel centenar de jueus que viuen a la ciutat.